# Betacixius michioi
Betacixius michioi är en insektsart som beskrevs av Hori 1982. Betacixius michioi ingår i släktet Betacixius och familjen kilstritar. Inga underarter finns listade i Catalogue of Life.